# Хіп Лінкчейн
Хіп Лі́нкчейн (англ. Hip Linkchain), справжнє ім'я: Віллі Лі Річард (англ. Willie Lee Richard; 10 листопада 1936, Джексон, Міссісіпі — 13 лютого 1989, Чикаго, Іллінойс) — американський блюзовий співак і гітарист, автор пісень, представник чиказької блюзової сцени.

## Біографія
Віллі Річард народився в Джексон, штат Міссісіпі. Батько хлопчика працював лісорубом і мав прізвисько «Лонг Лінкчейн». Сім'я переїхала до Луїзи, штат Міссісіпі. З семи років працював на бавовняній плантації; у 18 років переїхав до Чикаго. Там він познайомися із Тайроном Дейвісом і разом зі своїм братом, Джагом, заснували гурт The Chicago Twisters. В 1959 році завдяки зусиллям Хіпа гурт став домашнім гуртом в клубі Silver Dollar Lounge. В період 1963 по 1969 роки Хіп Лінкчейн випустив три сингла.  Проте вперше композиції музиканта були записані лише в 1970-х роках, коли група французьких продюсерів Марсель Моргантіні та Люк Ніколя-Моргантіні запросили на свій лебйл MCM Records. 1 листопада 1976 року у клубі Ma Bea's Хіп Лінкчейн записав концертний альбом під назвою I Am on My Way. У 1980 році він здійснив тур по Європі.
Свій дебютний сольний альбом Change My Blues записав 19 січня 1981 року, який вийшов лише 1983 року на лейблі Teardrop Records. Навесні 1982 року записав концертний альбом із Джиммі Докінсом під назвою Jimmy and Hip: Live!. У 1985 році Хіп записав альбоми Airbusters.
Помер від раку в Чикаго 13 лютого 1989 року.

## Дискографія

### Альбоми
- I Am on My Way (MCM/Storyville, 1976)
- Change My Blues (Teardrop, 1981)
- Jimmy and Hip: Live! (Rumble, 1982) з Джиммі Докінсом
- Stickshift (Teardrop, 1982) з Джиммі Роджерсом
- Airbusters (Evidence, 1985)
- Westside Chicago Blues Guitar (P-Vine, 2007)

### Сингли
- «Millionaires Blues»/«On My Way» (Lola's, 1966)
- «Fishing In My Pond»/«Pork Chops» (Sanns, 1969)
- «Confusion Blues»/«Millionaires Blues» (Blues King, 1977)
- «My Whole Life Baby»/«Night Life» (Teardrop, 1987)